# Панин, Александр Николаевич (экономгеограф)
Панин Александр Николаевич (род. 10 сентября 1979) — российский экономгеограф, специалист в области геоурбанистики и пространственного развития, этнодемографических и миграционных процессов, ГИС и картографии. Почётный архитектор России. Кандидат географических наук, автор более 200 научных работ, из них около 100 статей и 19 книг, доклады и НИР.
Управляющий партнёр организации в сфере городского и территориального планирования ИЦ «Картфонд», директор Центра геодемографии и пространственного развития МГУ им. М.В. Ломоносова.
Председатель Ассоциации развития территорий, член Общественного совета при Минстрое России, член экспертного совета по формированию комфортной городской среды Минстроя России, член комиссии Государственного совета по направлению «Туризм», Руководитель комиссии по Народосбережению Общественного совета при Министерстве Российской Федерации по развитию Дальнего Востока и Арктики. 

## Биография
В 2002 году получил высшее образование по специальности «Информационные системы в географии». С 2005 по 2010 год заведовал кафедрой картографии и геоинформатики в Ставропольском государственном университете, руководил отделом демографии и миграции в Южном научном центре РАН (Ростов-на-Дону).
С 2012 года и по настоящее время — старший научный сотрудник научно-исследовательской лаборатории (НИЛ) комплексного картографирования Географического факультета МГУ им. М.В. Ломоносова, с 2019 года и по настоящее время — директор Центра геодемографии и пространственного развития экономического факультета МГУ имени М.В. Ломоносова.
С 2008 года — руководитель компаний, занимающихся стратегическим и территориальным планированием. С 2014 года — управляющий партнёр научно-исследовательского центра «Картфонд».
С 2019 по 2023 — ведущий научный сотрудник Российского института стратегических исследований (РИСИ).
С 2024 года — председатель Ассоциации развития территорий инициированной Минстроем России.

## Наука и исследовательская деятельность
В 2005 году Александр Панин защитил диссертацию на соискание ученой степени кандидата географических наук по специальностям «Экономическая, социальная, политическая и рекреационная география», которая посвящена разработке атласной информационной системы для изучения этнодемографических процессов. Ряд ключевых идей диссертации лег в основу создания системы мониторинга межнациональных отношений в России (в 2014 г. — по заданию Минрегиона России, позднее — Федерального агентства по делам национальностей). В 2006 г. в ЮНЦ РАН участвовал в подготовке серий «Атласов социально-политических угроз и рисков Юга России». Вместе с профессором Виталием Белозеровым в 2008 и в 2014 годах выпустил два издания «Этнического атласа Ставропольского края», в 2015 г. работа получила национальную премию Русского географического общества «Хрустальный компас» в номинации «Издание».
С 2012 г. руководит направлением «Умные города и BigData» научно-исследовательской лаборатории (НИЛ) комплексного картографирования Географического факультета МГУ им. М.В. Ломоносова. По результатам работы НИЛ Александр Панин автор и соавтор более 30 атласов, собраний карт и баз геоданных, в их числе: «Экологический атлас России», «Геополитический атлас Кавказа» и т.д. В 2014 г. в соавторстве с профессором Владимиром Тикуновым выпустил книгу «Геоинформационное обеспечение туризма в России. Подходы, методы, технологии».
В 2019 г. вместе с Ольгой Вендиной (Институт географии РАН) подготовил исследование, посвященное социальному пространству Москвы: карты «раздраженные москвичи» и «репутационное давление места» о престиже и разнообразии районов мегаполисов России. В 2020 г. вышла статья-продолжение «Контактность и конфликтность города: геоинформационный мониторинг и управление этнокультурным разнообразием».
В публикациях о пространственной хореографии COVID-19 А. Н. Панин проанализировал характер оттока жителей из мегаполисов в малые и периферийные территории: стрессовый характер миграции, возможность удаленной работы, изменение характеристик городской среды в малых городах и сельских населенных пунктах, повышение мобильности жителей. В период пандемии COVID-19 под руководством А. Н. Панина проводились исследования демографических процессов, опубликованные ФОМ и ВЦИОМ.
Александр Панин читает курсы для студентов магистратуры экономического факультета МГУ имени М.В. Ломоносова: «Анализ геоданных в демографии», «Картография города», «Геоинформационные и картографические методы для экономических исследований» и «Геоинформационный мониторинг этнических процессов».
В 2023 г. вышли научные статьи, посвященные использованию ГИС-технологий для формирования интегральных индексов социально-экономического развития территорий и для расчета и картографирования индекса общественного здоровья. В 2024 г. в статье «Пульсация городов Арктики: экономико-географические и геоинформационные подходы к изучению (на примере Мурманской агломерации)» показаны подходы к оценке динамики численности «скрытого» населения арктических городов, определены факторы его формирования.

## Ключевые проекты
Ключевые проекты ИЦ «Картфонд» выполненные под руководством Александра Николаевича Панина:
- Мастер-планы президентского внимания Мурманской, Кировско-Апатитской и Мончегорской агломераций (2024)[24][25], г. Северобайкальска совместно с Дом.РФ (2023)[26][27].
- Туристическая схема макротерритории «Восточный Юг России» совместно с ПроГород, ВЭБ (2024)[28].
- Мастер-план Грозного (2023) совместно со студией Артемия Лебедева[29] и др. мастер-планы[30].
- Геоинформационное обеспечение Национального проекта «Демография». Создание паспортов здоровья регионов по заданию Координационного центра Правительства РФ[31].
- Федеральная система мониторинга межнациональных и этноконфессиональных отношений в России[32].
- Стратегии социально-экономического развития — Северо-Кавказский федеральный округ, Астраханская область, Владимирская область, Ростов-на-Дону, Липецк, Нальчик и т. д.
- Редевелопмент территории бывших мануфактур в Иваново: комплексный пространственный анализ.
- Схемы территориального планирования субъектов России — Калужская область[33], Ставропольский край[34], Архангельская[35] и Брянская[36].
- Генеральные планы — более 150 муниципальных образований, включая Кисловодск[37], Минеральные Воды[38], Будённовск, Вышний Волочёк и т. д.
- Этнический атлас Ставропольского края[13][14].

Примеры НИР:
- Разработка алгоритма (методики) оценки эффективности состояния и реализации проектов развития системы здравоохранения на уровне субъектов и муниципальных образований Российской Федерации по заданию Минэкономразвития России (2023).
- Методика расчета демографического и кадрового прогноза на уровне муниципальных образований страны по заданию Минэкономразвития России (2022)
- Федеральная система мониторинга межнациональных и этноконфессиональных отношений в России по заданию Минрегиона России (позднее ФАДН) (2014)[32][39]

## Общественная деятельность

### Комфортная городская среда и малые города

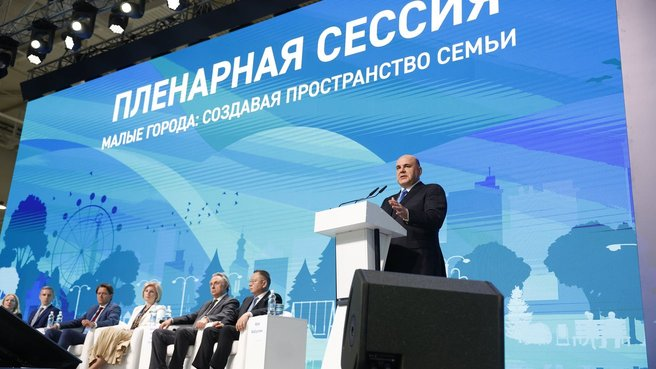
Михаил Мишустин (выступает), Александр Панин (сидит в президиуме четвёртый слева) на форуме «Развитие малых городов и исторических поселений»

Начиная с 2022 г. под эгидой Минстроя России Александр Панин совместно с МГУ имени М.В. Ломоносова ведет оценку вклада средовых факторов в демографические и миграционные процессы городов и регионов. С 2022 г. он является членом федеральной конкурсной комиссии по организации и проведению Всероссийского конкурса лучших проектов создания комфортной городской среды под руководством заместителя Председателя Правительства РФ Марата Хуснуллина, проводит методологические семинары по созданию проектов городской среды, например:
- II Всероссийский муниципальный форум «Малая Родина — сила России» (Казань, 2025. Всероссийская ассоциация развития местного самоуправления)[42]
- Дискуссия в рамках ВЭФ-2024 «Формирование комфортной городской среды в муниципальных образованиях: векторы развития» (модератор)[43]
- Дискуссия «Города будущего: создавая пространство для жизни» на площадке Национального центра России в рамках Международного научно-фантастического симпозиума «Создавая будущее» (2024, модератор, соорганизатор совместно с Минстрой России и Всероссийской ассоциацией развития местного самоуправления — ВАРМСУ)[44]
- Международный форум «Север — Юг: комфортная среда» (Ханты-Мансийск, совместно с Минстроем РФ)

Александр Панин — спикер пленарных сессий и постоянный соорганизатор форумов малых городов Минстроя России с участием Председателя Правительства РФ Михаила Мишустина:
- Форум «Развитие малых городов и исторических поселений» (Тамбов, 2022)
- Всероссийский форум малых городов и исторических поселений «Малые города — опора большой страны» (Владивосток, 2023)[45];
- Всероссийский форум малых городов и исторических поселений «Моя семья – Россия» (Калуга, 2024)[46].

### Креативные индустрии
С 2023 г. Александр Панин активно сотрудничает с командой Российской креативной недели, он — автор и модератор геофорсайтов «Креативный город: от локального благоустройства до мастер-плана»:
- Роль и место креативных индустрий в пространственном развитии Дальнего Востока: от локального благоустройства к мастер-плану (Южно-Сахалинск, 2024)[47][48][49]
- Геофорсайт «Сибирь – место креатива: от локального благоустройства к стратегии пространственного развития» (Красноярск, 2024, при участии Минстроя России)[50][51]
- Волга – территория креатива: от стратегии пространственного развития к комфортной городской среде (Нижний Новгород, 2024)[52][2]

«Креативные пространства сегодня — это, возможно, единственный инструмент преодоления застоя и кризиса в городах.» — Александр Панин

## Международная деятельность
С 2016 года Александр Панин выступает соорганизатором международной конференции «Интеркарто. ИтнерГИС», а также работает в редакционной коллегии, как выпускающий редактор журнала Scoupus «Интеркарто. ИнтерГИС». 
В 2019 году обучался по программе «Умные города» в Солфордском университете в Манчестере. В течение последних 15 лет сотрудничает с Национальным центром научных исследований и Национальным институтом восточных языков и культур (Париж, Франция) в области цифровой картографии.

## Участие в организациях
Александр Панин руководит рядом организационных структур:
- Председатель Ассоциации развития территорий[10]
- Руководитель комиссии по Народосбережению Общественного совета при Минвостокразвития России

Членство в следующих организациях:
- Федеральная конкурсная комиссия по организации и проведению Всероссийского конкурса лучших проектов создания комфортной городской среды под руководством заместителя Председателя Правительства РФ Марата Хуснулина[41]
- Общественный совет при Минстрое России[4]
- Экспертный совет по формированию комфортной городской среды Минстроя России[55]
- Рабочая группа по проекту «Повышение рождаемости» под руководством заместителя Председателя Правительства РФ Татьяны Голиковой
- Комиссия Госсовета по направлению «Туризм»[8]
- Совет по делам национальностей при Правительстве Москвы[56]
- Русское географическое общество

## Основные научные публикации
- Города собирают людей. Что мешает равномерному распределению населения по стране. «Эксперт» (31 марта 2025). Дата обращения: 17 апреля 2025.
- Пространственные закономерности распространения пандемии COVID-19 в России и мире: картографический анализ[57].
- The Russian Strategy of spatial development trends and realities[58].
- Spatial choreography of the coronavirus[59].
- Demographic, economic, geospatial data for municipalities of the central federal district in Russia (excluding the city of moscow and the moscow oblast) in 2010—2016[60].
- Social space of Moscow: features and structure[61].
- Geoinformation monitoring of key queries of search engines, and geotagging photos in the North-Caucasian segment of the tourist route «great silk road»[62].
- Карта Северного Кавказа: демографические градиенты и инвестиционные риски[63].
- Геоинформационное обеспечение мониторинга межнациональных отношений в России[64].
- Consequences of economic and social transformation policies in the North Caucasus[65].
- Геоинформационный мониторинг: инструмент пространственно-временного анализа миграции населения[66].
- Ethnic barometer: ethno-demographic and ethno-migration processes in the North Caucasus[67].
- Книга «Геоинформационное обеспечение туризма в России»[68].

Также имеются 11 Свидетельств о регистрации прав на программное обеспечение. 

## Выступления на телевидении и радио
- Александр Панин. В России завершено формирование национального проекта «Инфраструктура для жизни». Слушаем! Радиоканал. ВГТРК/ГТК «Телеканал „Россия“» (1 ноября 2024). Дата обращения: 28 января 2025.
- Александр Панин. Малые города — опора или бремя большой страны. Бизнес-ланч. Слушаем! Радиоканал. Радио «Комсомольская правда» (1 ноября 2024). Дата обращения: 28 января 2025.
- Национальная премия в сфере формирования комфортной городской среды. Гость Александр Панин. Слушаем! Мужской разговор. Радио России (7 сентября 2024). Дата обращения: 28 января 2025.
- Гость программы Александр Панин: «Где жить хорошо?» Каждая десятая молодая семья хочет построить частный дом. И все хотят видеть вокруг себя комфортную среду: хорошие дороги, парки, развитую культурную, социальную инфраструктуру. Информационная программа «ОТРажение». Общественное телевидение России (ОТР) (17 июня 2024). Дата обращения: 28 января 2025.

## Награды
- Знак «Почетный архитектор России» Министерства строительства и жилищно-коммунального хозяйства Российской Федерации за выдающиеся заслуги в развитии архитектуры[5].
- Национальная премия в сфере формирования комфортной городской среды (Калуга, 2024).
- Почетный знак Министерства строительства и жилищно-коммунального хозяйства Российской Федерации[70].
- Благодарность Министерства строительства и жилищно-коммунального хозяйства Российской Федерации за высокие производственные достижения и плодотворный труд[71].
- «Национальный эксперт — 2023» (эксперт Национальных проектов) по версии АНО «Национальные приоритеты» (2023)[72].
- Благодарственное письмо Министра строительства и жилищно-коммунального хозяйства за активное участие и профессиональный подход к экспертной оценке проектов, представленных для участия во Всероссийском конкурсе лучших проектов создания комфортной городской среды в рамках федерального проекта «Формирование комфортной городской среды» национального проекта «Жилье и городская среда» (16 ноября 2022).
- Почетный архитектор Ставропольского края.